# Broad Brook
Broad Brook é uma Região censo-designada localizada no estado americano de Connecticut, no Condado de Hartford.

## Demografia
Segundo o censo americano de 2000, a sua população era de 3469 habitantes.

## Geografia
De acordo com o United States Census Bureau tem uma área de 
15,4 km², dos quais 15,3 km² cobertos por terra e 0,1 km² cobertos por água. Broad Brook localiza-se a aproximadamente 56 m acima do nível do mar.

## Localidades na vizinhança
O diagrama seguinte representa as localidades num raio de 16 km ao redor de Broad Brook. 